# Chifley
Chifley – geograficzna nazwa dzielnicy, położonej na terenie samorządu lokalnego Randwick, wchodzącej w skład aglomeracji Sydney, w stanie Nowa Południowa Walia, w Australii.